# La Saison des amours (album de Louisy Joseph)
Pour les articles homonymes, voir Saison des amours.
Albums de Louisy Joseph
Ma radio
(juin 2012)
La Saison des amours est le premier album de Louisy Joseph, ex-membre des L5, sorti le 14 avril 2008, et dont le premier single s'intitule Assis par terre.

## Pistes

### Première édition
(sortie le 14 avril 2008)
1. Assis par terre
2. Imagine de John Lennon
3. Mes insomnies
4. Laissez faire
5. Le Spleen de Janis
6. Laisse aller
7. Le Jour de paye
8. Sur la pointe des pieds
9. On croit rêver
10. Tam-Tams
11. La Saison des amours

### Réédition
(sortie le 24 novembre 2008)
CD
1. Assis par terre
2. Imagine de John Lennon
3. Mes insomnies
4. Laissez faire
5. Le Spleen de Janis
6. Laisse aller
7. Le Jour de paye
8. Sur la pointe des pieds
9. On croit rêver
10. Tam-Tams
11. La Saison des amours
12. Assis par terre (guitare/voix)
13. Son of a Preacher Man
14. Work It Out

DVD
Session Acoustique Live en Studio (de la Grande Armée, à Paris)
1. Sur la pointe des pieds
2. Tam-Tams
3. Imagine de John Lennon
4. Son of a Preacher Man
5. Mes insomnies
6. La Saison des amours
7. Assis par terre
8. Work It Out
9. Assis par terre - clip
10. Mes insomnies - clip
11. Assis par terre - making-of du clip

## Singles extraits

### Premier single
(sortie le 26 mai 2008)
Assis Par Terre
1. Assis par terre
2. La Saison des amours
3. Assis par terre - clip

### Deuxième single
(non commercialisé)
Mes Insomnies
1. Mes insomnies

### Troisième single
(non commercialisé)
Imagine de John Lennon
1. Imagine de John Lennon

## Ventes et certifications
Après plus de 58 000 exemplaires vendus, l'album La Saison des amours est certifié disque d'argent. L'album est un petit succès à l'époque.
Assis par terre, le premier single extrait de l'album La Saison des amours, s'est vendu à plus de 59 330 exemplaires.